# فانك (كلبجر)
فانك، كلبجر (بالإنجليزية: Vank, Kelbajar)‏ هي منطقة سكنية تقع في أذربيجان في مارتاكيرت. يقدر عدد سكانها بـ 1,284 نسمة .

## معرض صور

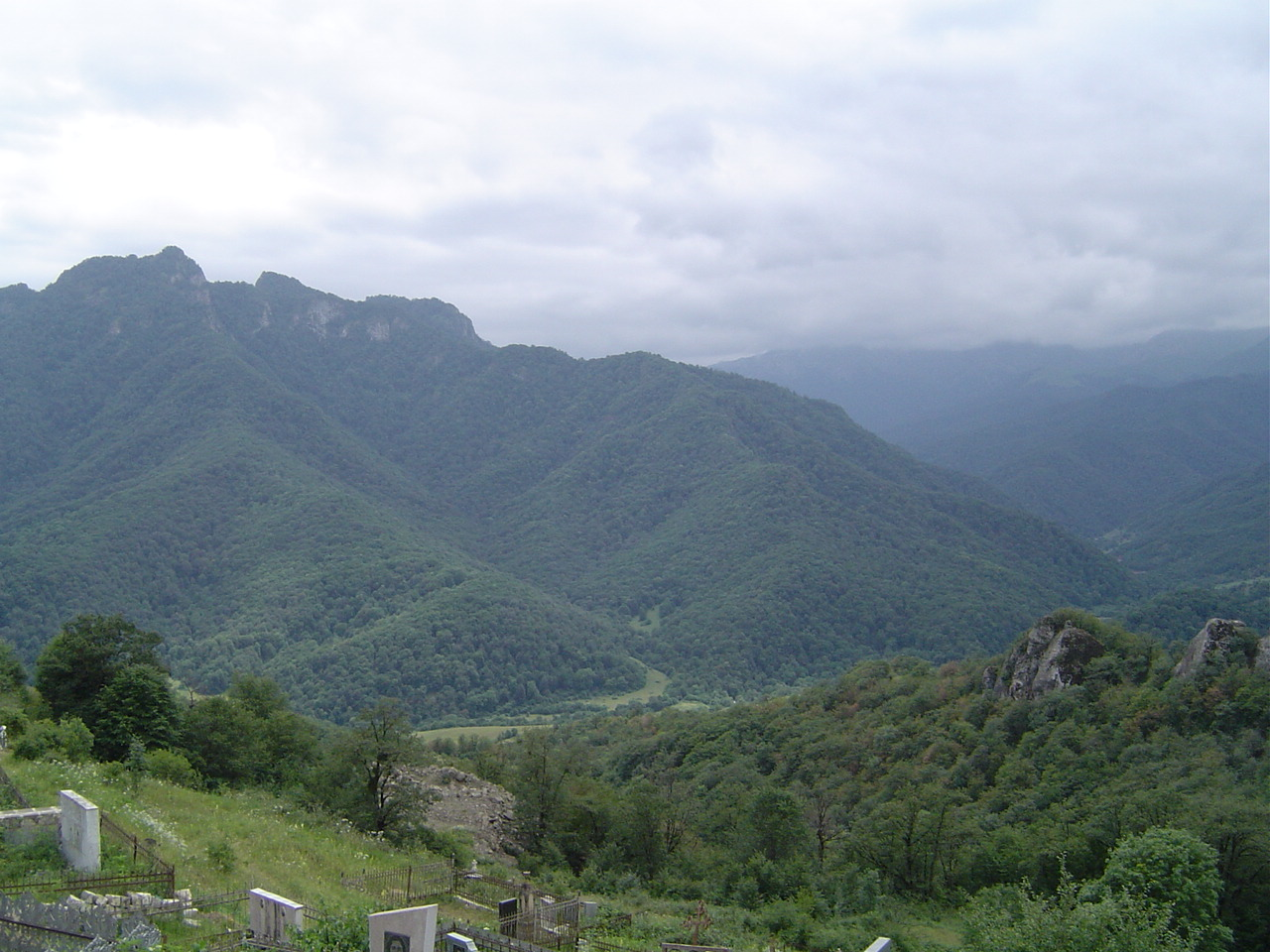
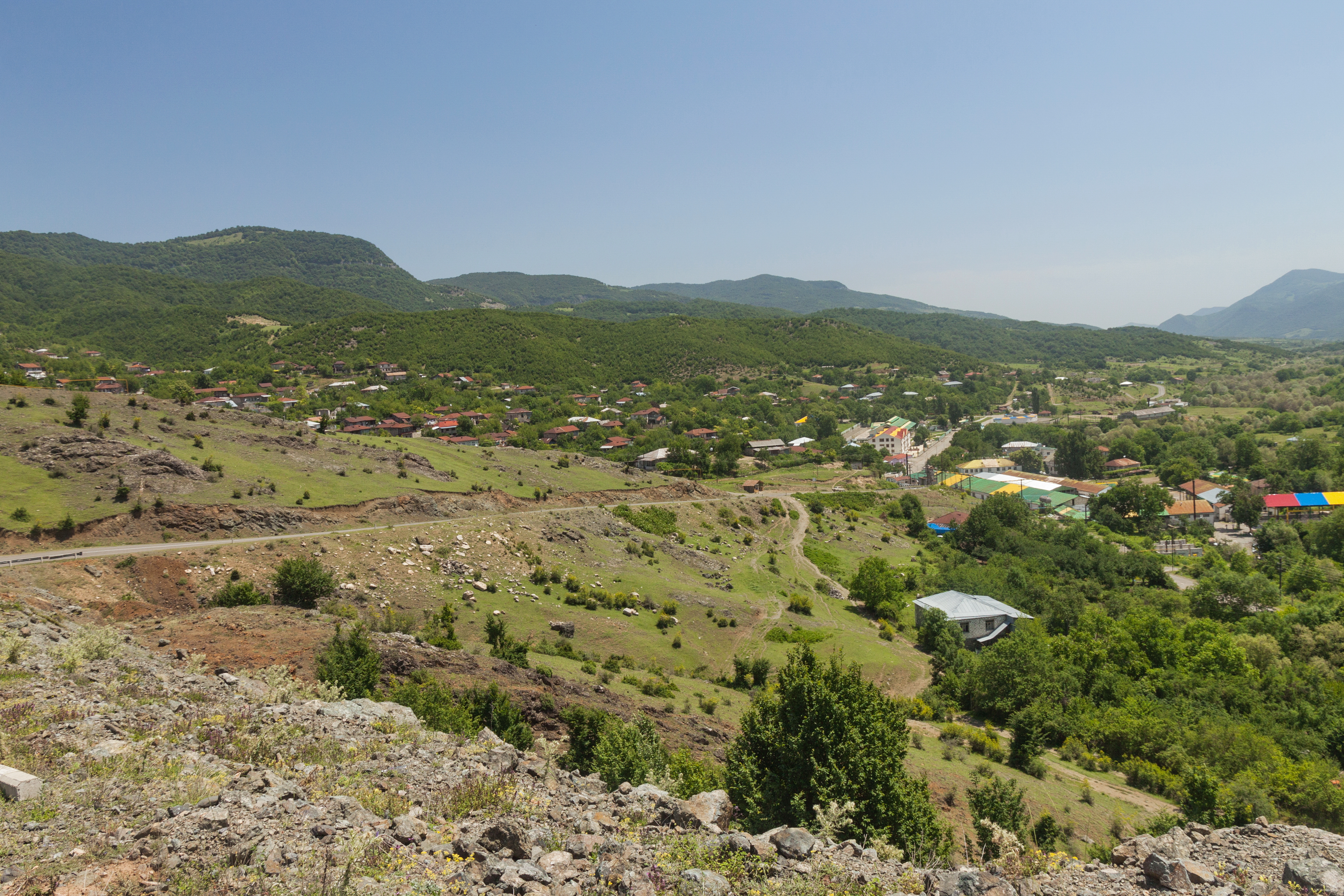
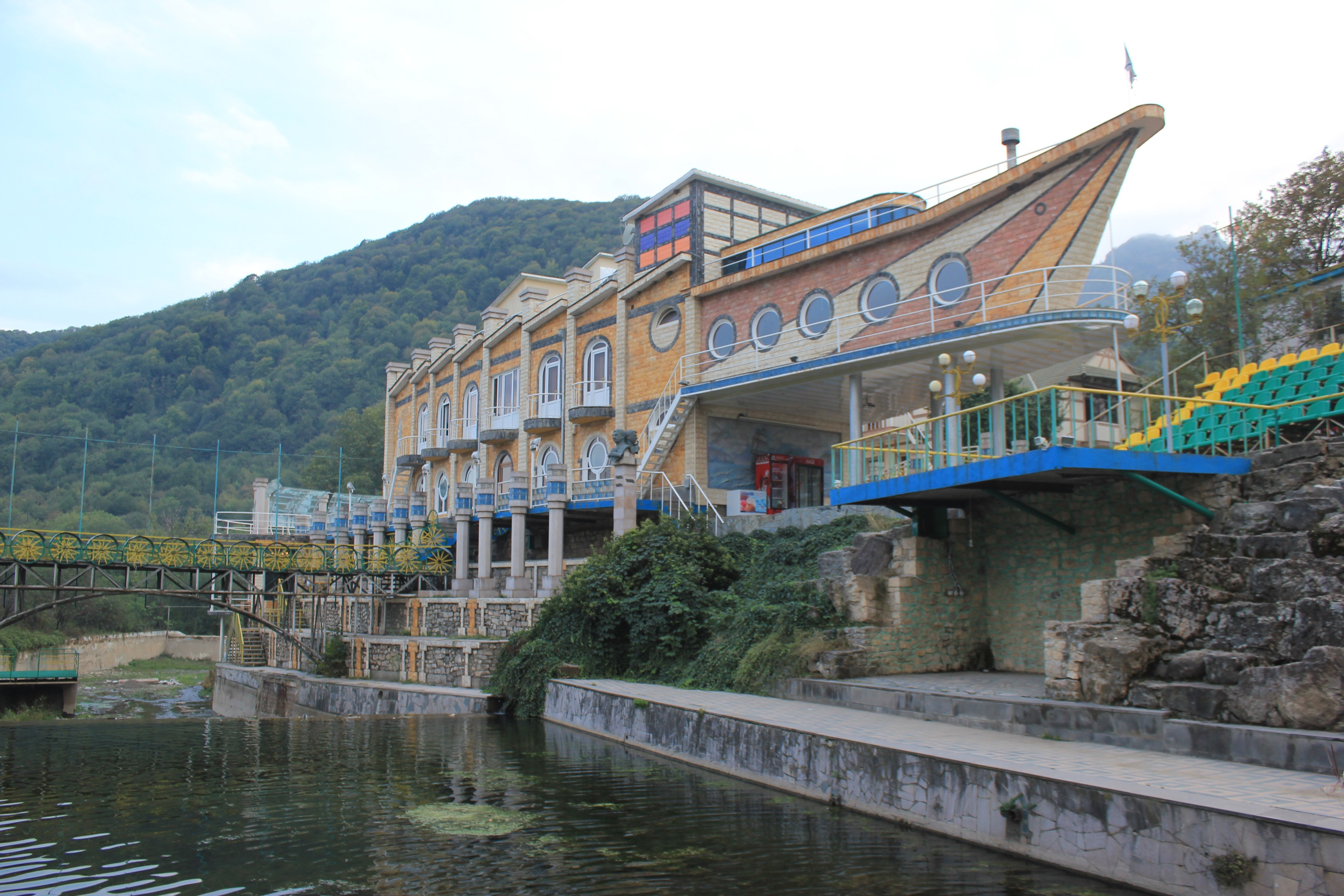
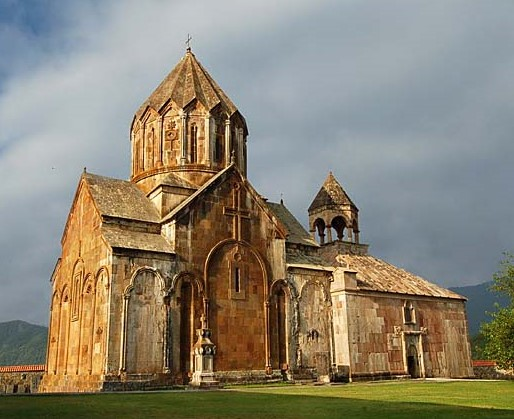